# Ураз (Нижньосілезьке воєводство)
Ураз (пол. Uraz, нім. Auras) — село в Польщі, у гміні Оборники-Шльонські Тшебницького повіту Нижньосілезького воєводства.
Населення — 949 осіб (2011).
У 1975-1998 роках село належало до Вроцлавського воєводства.

## Демографія
Демографічна структура станом на 31 березня 2011 року:
|          | Загалом | Допрацездатний вік | Працездатний вік | Постпрацездатний вік |
| -------- | ------- | ------------------ | ---------------- | -------------------- |
| Чоловіки | 467     | 78                 | 345              | 44                   |
| Жінки    | 482     | 81                 | 302              | 99                   |
| Разом    | 949     | 159                | 647              | 143                  |